# Danziger Gulden

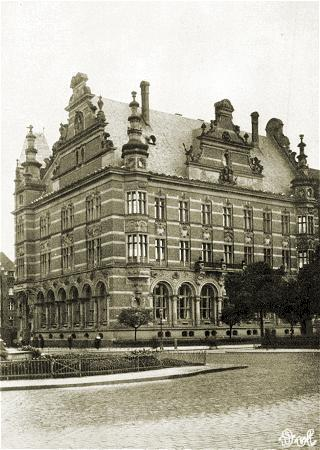
Gebäude der Bank von Danzig (1945 schwer beschädigt)

Der Danziger Gulden war von 1923 bis 1939 die Währung der Freien Stadt Danzig. Er war unterteilt in 100 Pfennig. Bereits in den vorherigen Jahrhunderten hatte Danzig in eigener Münze gerechnet und teilweise auch geprägt. Zwischen 1809 und 1812 prägte Danzig den Groschen und den Schilling (1 Groschen = 3 Schillinge) als Kupfermünzen. Im 18. Jahrhundert wurden auch Dukaten (aus Gold), 2 Guldenstücke, 18 Groschen und VI Groschen (aus Silber) sowie Groschen und Schillinge aus Kupfer geprägt.

## Geschichte
Mit Inkrafttreten des Versailler Vertrages am 10. Januar 1920 wurde Danzig vom Deutschen Reich abgetrennt und zur „Freien Stadt“. Obwohl bereits im November 1920 Verhandlungen zwischen Polen und Danzig über die Einführung einer gemeinsamen Währung stattfanden, blieb die Papiermark zunächst die offizielle Währung. Die Stadt gab einige Serien von auf Mark lautenden Notgeldscheinen heraus, die aber im Verlaufe der Hyperinflation von 1923 völlig wertlos wurden. Polen und die Regierung der Freien Stadt Danzig einigten sich am 22. September 1923 in Genf auf die Einführung einer neuen Währung, die von polnischer Seite als Vorstufe einer gemeinsamen Währung betrachtet wurde.
Gemäß dem einstimmigen Beschluss des Volkstags am 19. Oktober 1923 und der Senatsbeschlüsse vom 20. Oktober und 20. November 1923 wurde als neue Währung am 26. Oktober 1923 der Gulden eingeführt. Zunächst handelte es sich um einfache Kassenscheine der Zentralkasse, die auch als „Zwischengulden“ bezeichnet werden. Am 18. Dezember 1923 wurde die deutsche Währung abgeschafft und der Gulden gesetzliches Zahlungsmittel.
In den Umlauf kamen Münzen aus Nickel, Silber und Gold. Ein Danziger Gulden hatte den Wert von 1/25 des britischen Pfunds, das 25-Gulden-Stück entsprach einem Sovereign und enthielt 7,322 Gramm Feingold. Die meisten Münzen wurden in der Berliner Münze entworfen, einige Emissionen wurden in der Utrechter Münze geprägt.
Der Danziger Gulden wurde zunächst von der am 19. Oktober 1923 errichteten Danziger Zentralkasse AG herausgegeben. Danach übernahm die mit einem Kapital von 7,5 Millionen Gulden am 5. Februar 1924 gegründete Bank von Danzig die Funktion einer Notenbank. Diese bezog das Gebäude der Reichsbankhauptstelle, die zum 31. Dezember 1923 ihren Geschäftsbetrieb einstellte.
Die 2. Münzverordnung von 1924 veränderte die Bindung des Danziger Guldens. Seither entsprach 1 Danziger Gulden 0,292895 Gramm purem Gold. Die 3. Münzverordnung von 1931 verringerte diesen Wert noch auf 0,1687923 Gramm (Goldwert eines Guldens heute unter Außerachtlassen der Kaufkraftveränderungen: 15,228 €). Damit wurde der Danziger Gulden dem polnischen Złoty angeglichen.
Im Juli 1938 betrug der amtliche Gegenwert von 100 Danziger Gulden rund 47 Reichsmark.
Der Danziger Gulden galt als offizielle Währung der Freien Stadt Danzig bis zur Annexion durch das Deutsche Reich 1939. Der Wert des 1939 für den Danziger Gulden noch vorhandenen Deckungsgoldes betrug am 1. Mai 1935 und am 31. August 1939 ca. 23 Millionen Danziger Gulden.

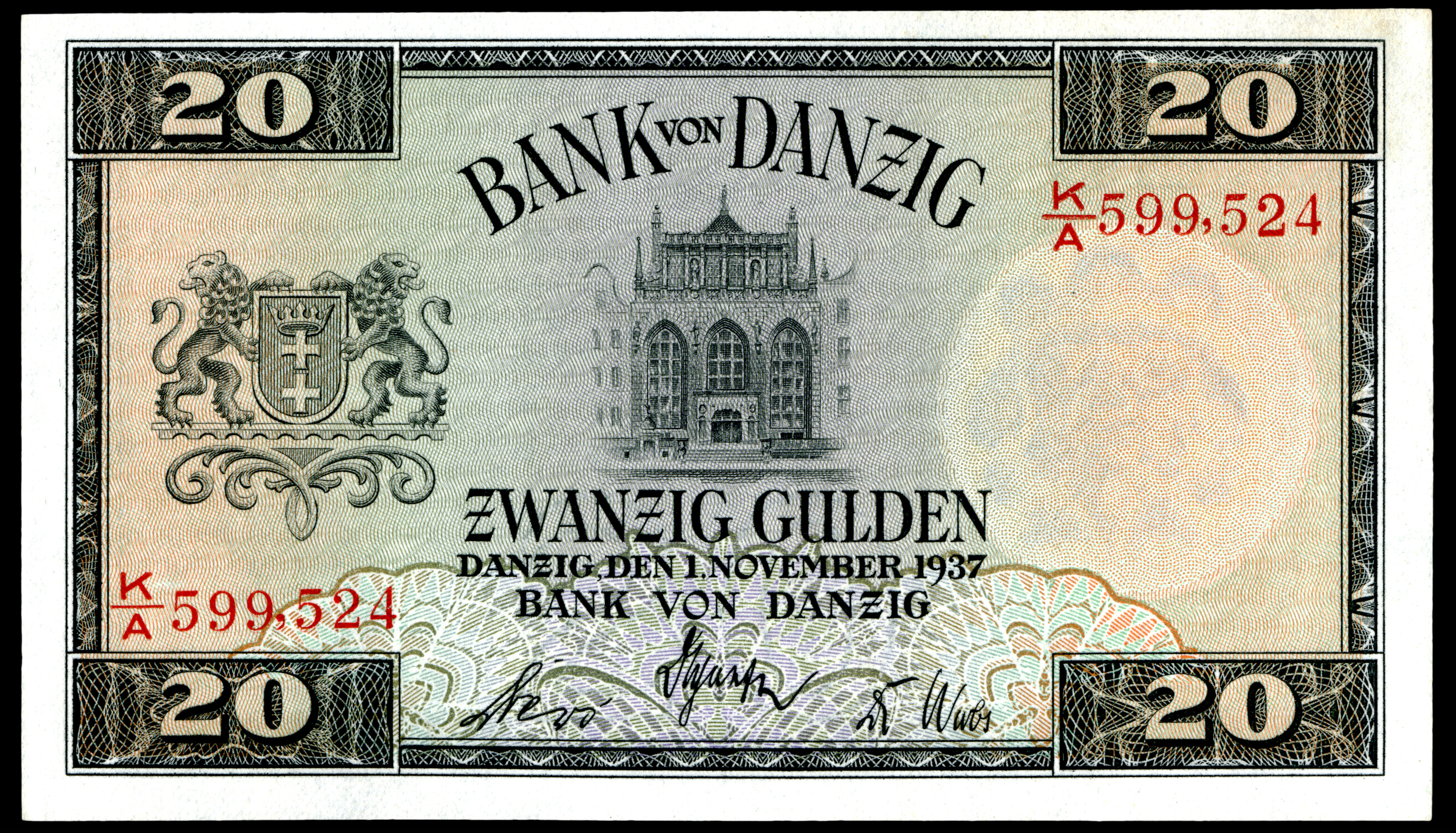
20 Danziger Gulden
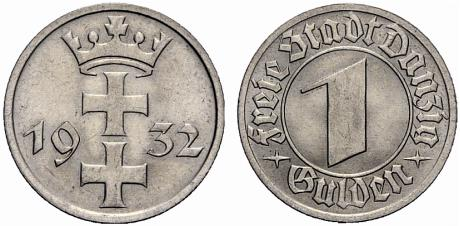
1 Danziger Gulden aus Nickel von 1932
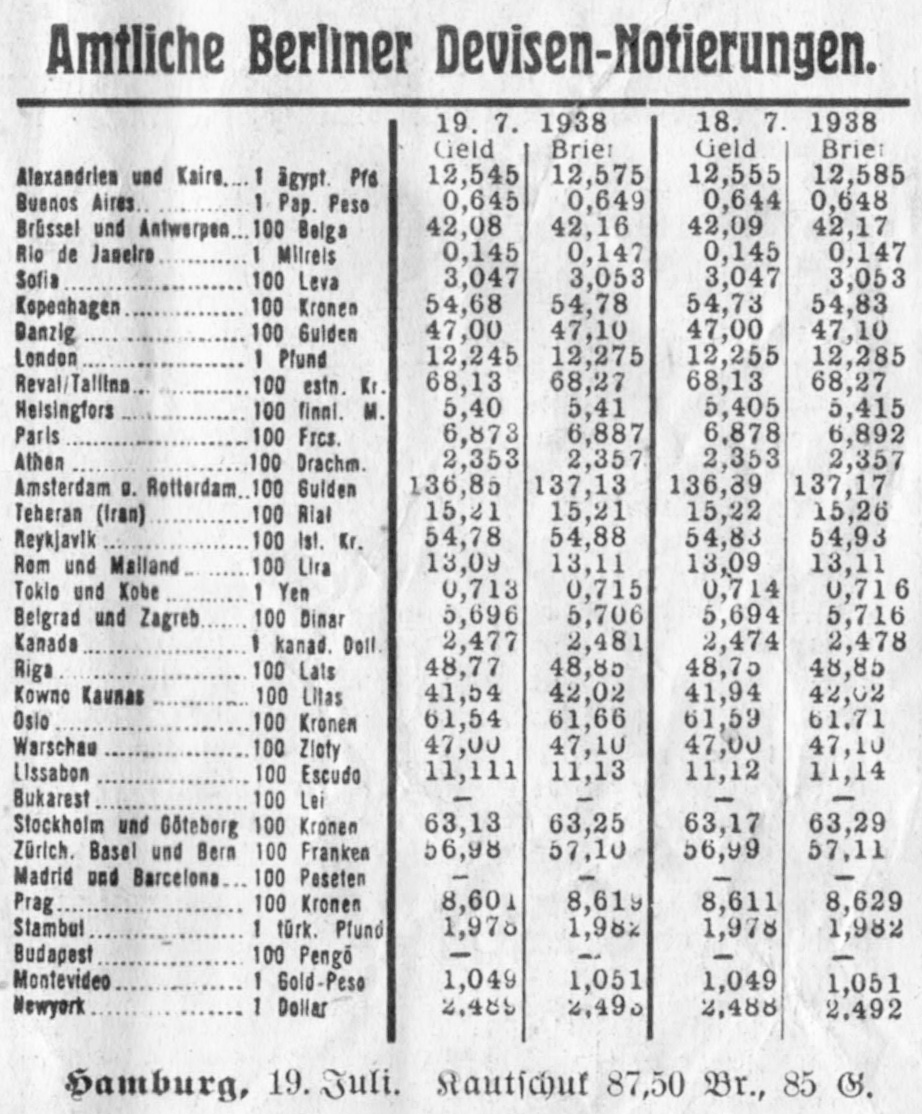
Wechselkurse Danziger Gulden

## Münzen und Banknoten
Es wurden Münzen mit den Werten 1, 2, 5, 10 und 50 Pfennig sowie 1, 5, 10 und 25 Gulden ausgegeben. Ferner dazu existierten Banknoten zu 1, 2, 5, 10 und 50 Pfennig sowie 1, 5, 10, 20, 25, 50, 100 und 1000 Gulden. Banknoten mit Werten unter 10 Gulden waren seit Mitte der 30er Jahre nicht mehr im Umlauf anzutreffen.

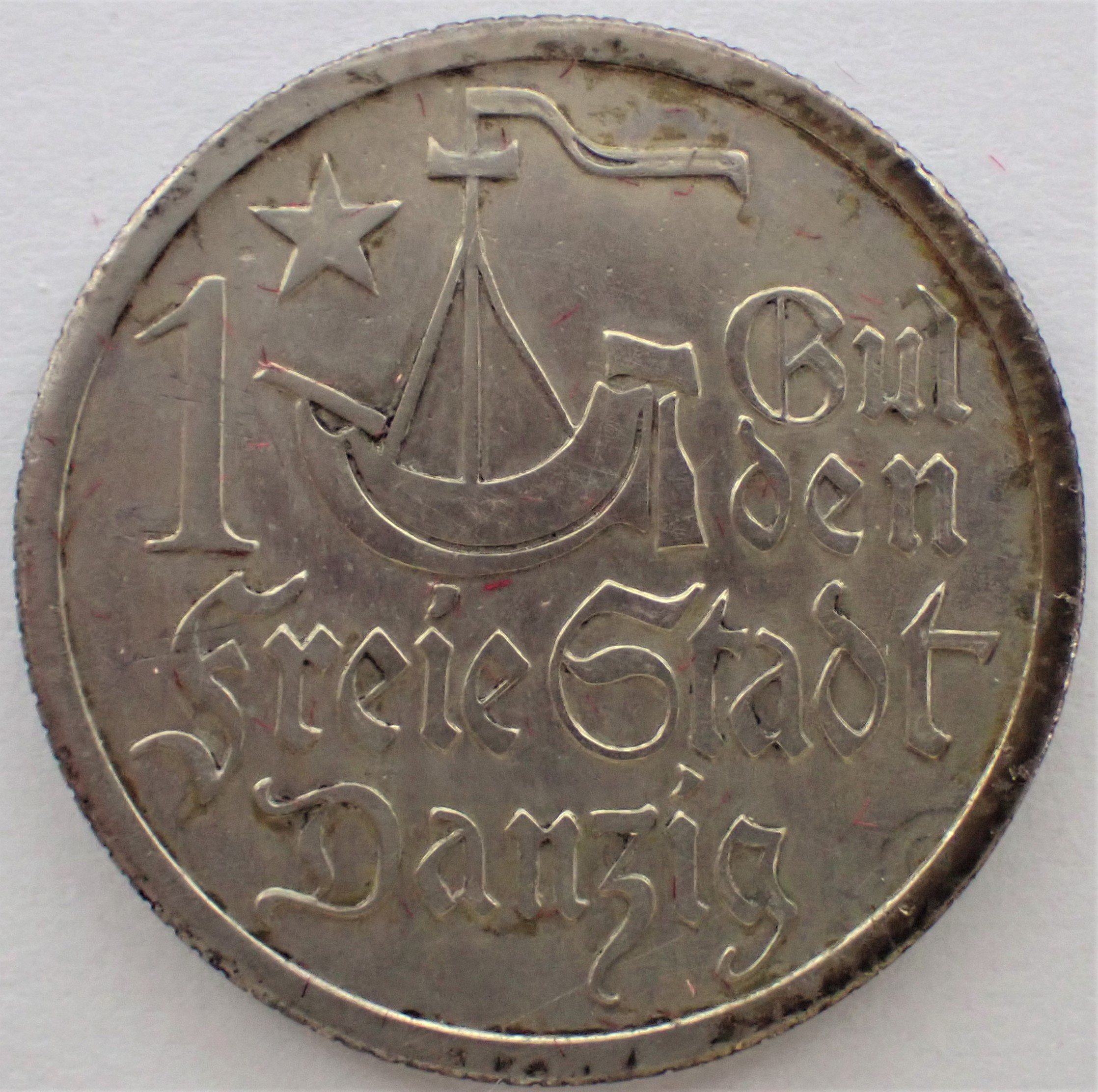
Danziger Gulden aus Silber von 1923, Wertseite

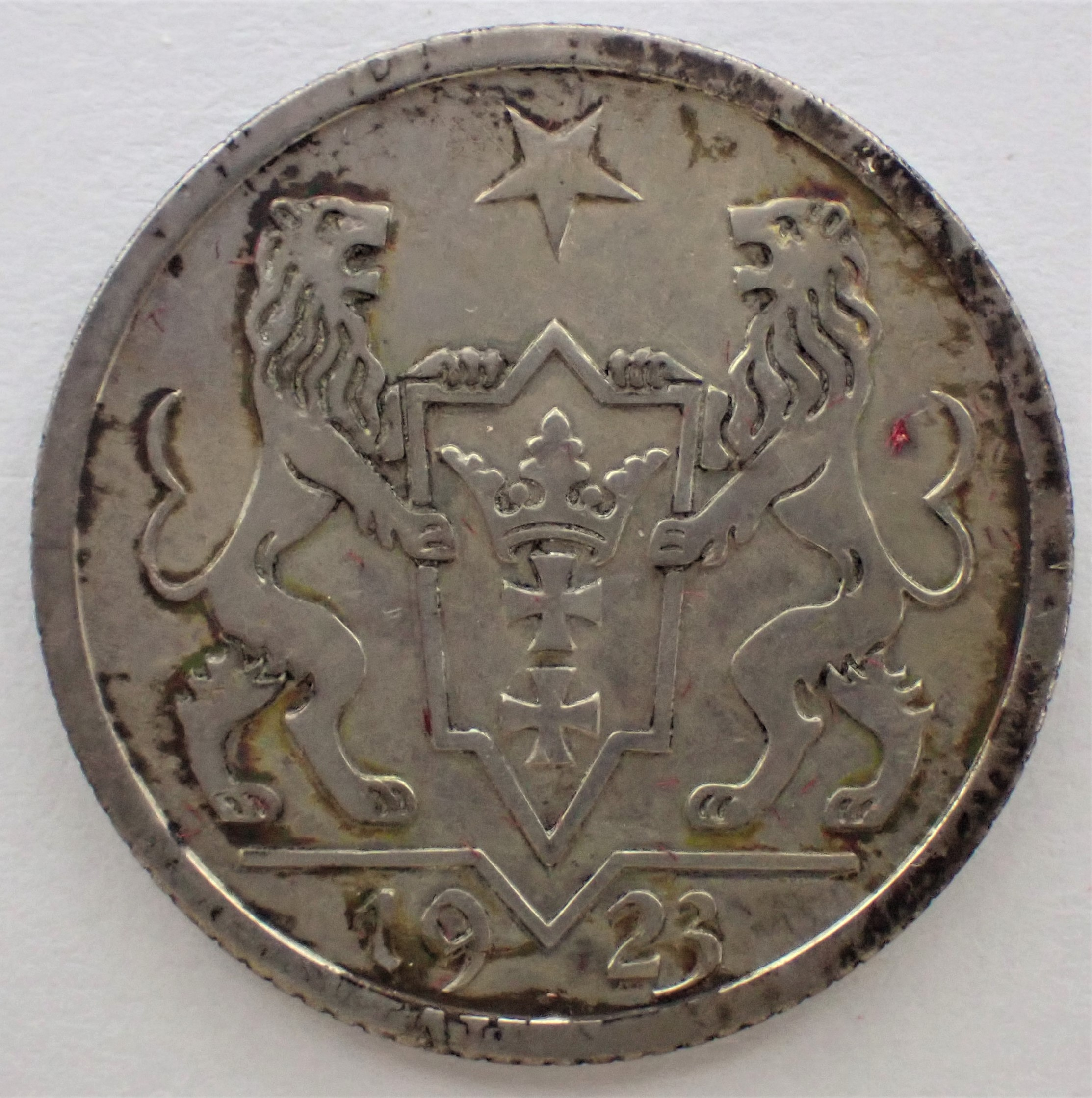
Danziger Gulden aus Silber von 1923, Wappenseite